# Primera batalla del Aeropuerto Internacional de Donetsk
La primera batalla del Aeropuerto Internacional de Donetsk fue una corta pero intensa batalla entre combatientes asociados con la República Popular de Donetsk y las fuerzas gubernamentales de Ucrania que tuvo lugar en el Aeropuerto Internacional Serguéi Prokófiev del 26 al 27 de mayo de 2014, como parte de la guerra en Donbas que comenzó después de la revolución ucraniana de 2014. Una segunda batalla estalló en el aeropuerto el 28 de septiembre de 2014.

## Fondo
El gobierno ucraniano inició una operación «antiterrorista» contra combatientes prorrusos en la óblast de Donetsk a principios de abril de 2014. Manifestantes prorrusos e insurgentes afiliados a la República Popular de Donetsk capturaron y ocuparon numerosos edificios gubernamentales, pueblos y territorios en la región. En la propia ciudad de Donetsk, muchos edificios gubernamentales estaban bajo control separatista. El Aeropuerto Internacional de Donetsk permaneció fuera del control de los insurgentes.

## Eventos
Durante la mañana del 26 de mayo, combatientes prorrusos capturaron los edificios de la terminal del Aeropuerto Internacional de Donetsk y exigieron la retirada de las fuerzas gubernamentales de la zona. También bloquearon la carretera al aeropuerto. Poco después, la Guardia Nacional de Ucrania emitió un ultimátum a los insurgentes, en el que decía que debían rendirse de inmediato. Esto fue rechazado, lo que provocó que los paracaidistas lanzaran un asalto al aeropuerto, acompañado de ataques aéreos contra posiciones prorrusas. También se utilizaron helicópteros de ataque para atacar las armas antiaéreas de los insurgentes. Se vieron camiones con refuerzos de Donetsk dirigiéndose hacia el aeropuerto. Al caer la tarde, las fuerzas gubernamentales expulsaron a los combatientes de Donetsk. Luego lanzaron un contrataque que fue repelido por las fuerzas gubernamentales.  Se escucharon disparos esporádicos durante la noche, por lo que no quedó claro si los soldados del gobierno tenían el control total del aeropuerto.
Al día siguiente, tanto los líderes ucranianos como los prorrusos confirmaron que las fuerzas ucranianas tenían el control total del aeropuerto, pero a media mañana aún se escuchaban disparos de ametralladoras en una de las carreteras principales que conducen al aeropuerto. Los insurgentes construyeron barricadas en el camino al aeropuerto. El alcalde de Donetsk, Oleksandr Lukyanchenko, instó a todos los residentes a permanecer en sus hogares. Durante los combates, el Palacio de Deportes de Druzhba, sede del equipo HC Donbass de la Liga Kontinental de Hockey, fue saqueada por insurgentes prorrusos, que saquearon el edificio, destruyeron el equipo de vigilancia y le prendieron fuego.
En los días posteriores a la batalla, creció la ira hacia el gobierno ucraniano entre algunos residentes locales. Según un residente, muchas personas estaban pensando en unirse a la insurgencia si continuaban las operaciones militares del gobierno. También continuaron los combates esporádicos, y al menos un insurgente murió en un tiroteo el 29 de mayo. Otros seis insurgentes murieron el 31 de mayo, luego de que intentaran recuperar los cuerpos de sus camaradas en el lugar de la batalla del aeropuerto.

### Damnificados
El alcalde de Donetsk, Oleksandr Lukyanchenko, dijo que el número de muertos en los enfrentamientos ascendía a cuarenta, casi todos insurgentes separatistas, así como dos civiles. La morgue de la ciudad reportó un número de muertos de treinta y tres insurgentes y dos civiles. Cuarenta y tres insurgentes resultaron heridos. Los líderes de la RP de Donetsk, Alexander Borodai y Denis Pushilin, calcularon el número de muertos en 100, la mitad de los cuales eran insurgentes y la otra mitad civiles. Este número fue considerado inflado por el gobierno ucraniano y un intento de atraer a Rusia para que interviniera en el Dombás. Los funcionarios ucranianos no reportaron pérdidas. Según los informes, entre 15 y 35 de los insurgentes murieron en un solo incidente cuando dos camiones que transportaban a combatientes heridos fuera del aeropuerto fueron emboscados en un incidente de fuego amigo por parte del Batallón Vostok, que los confundió con las fuerzas ucranianas (el "primer ministro" separatista Aleksander Borodai anunció que habían sido emboscados por fuerzas terrestres ucranianas y alcanzados por ataques aéreos). 15–35 Treinta y cuatro de los insurgentes muertos eran ciudadanos rusos y los insurgentes de Donetsk afirmaron que los cuerpos fueron devueltos a Rusia. Más tarde se reveló que los cuerpos fueron devueltos de forma encubierta para ocultar el hecho de que eran rusos, y finalmente terminaron en una morgue de Rostov del Don en la Federación Rusa.
Entre los muertos del lado prorruso se encontraban las antiguas tropas aerotransportadas rusas del 45.º regimiento de las fuerzas especiales, los veteranos de la guerra afgano-soviética, y el campeón mundial de Kick boxing Nikolai Leonov, nativo de Dnipró.

### Participación chechena
Se afirmó y luego se verificó que los Kadirovtsi llegaron a Donetsk para luchar junto a los insurgentes. Aunque Ramzán Kadírov negó haber enviado chechenos a Donetsk, un combatiente checheno afirmó que Kadírov les había dado la orden de ir a Ucrania.